# یساک آبراهامسن
یساک آبراهامسن (انگلیسی: Isak Abrahamsen; ۲۸ آوریل ۱۸۹۱ – ۲۹ آوریل ۱۹۷۲) ژیمناست هنری اهل نروژ بود.